# Miguel Ángel Villena
Miguel Ángel Villena (Valencia, 1956) es un periodista, historiador y escritor español. Especializado en periodistmo internacional y cultural, ha publicado biografías sobre la cantante y actriz Ana Belén, la política Victoria Kent, el presidente de la república española Manuel Azaña y sobre el director de cine Luís García Berlanga, que le valió el Premio Comillas de Historia, Biografía y Memorias en 2021.

## Trayectoria
Nació en Valencia en 1956 en el seno de una familia republicana. Licenciado en Historia Contemporánea por la Universidad de Valencia se dedicó al periodismo. Trabajó primero en medios de comunicación valencianos. En 1986 fue nombrado delegado de la Comunidad Valenciana del diario El País pasando a la redacción central en 1992. Permaneció en este periódico hasta 2012, siendo jefe de información nacional, redactor de internacional y enviado especial a varios conflictos bélicos, entre ellos el conflicto de los Balcanes y Chiapas. Vivió durante medio año en la Antigua Yugoslavia y en 1996 fue ayudante del administrador de la Unión Europea en Mostar, Ricard Pérez Casado.Fruto de su paso por los Balcanes en 1998 publicó Españoles en los Balcanes. Misiones civiles y militares en la antigua Yugoslavia (Los Libros de la Catarata, 1998) sobre la participación española en las misiones de paz. Tras la experiencia internacional pasó a la sección de cultura, siendo durante una etapa jefe de sección de cultura y espectáculos. También trabajó en el suplemento especializado en literatura Babelia del mismo periódico.
Entre 2009 y 2011 recuperó el foco en política exterior española y cooperación y fue asesor de comunicación de la Secretaría de Estado de Cooperación Internacional En 2013 empezó a colaborar con el diario Infolibre, siendo editor de la revista Tinta libre.  En 2018 inicia su colaboración con El diario.esdonde publica en la actualidad, además de escribir también en el periódico Levante.

## Obra
Miguel Ángel Villena tiene especial predilección en la escritura de biografías en las que el itinerario individual de sus protagonistas es el hilo conductor, para reflejar la coyuntura histórica.Es el caso de la primera biografía que escribió:Ana Belén. Biografía de un mito. Retrato de una generación (Plaza y Janés, 2002), sobre la cantante y actriz Ana Belén.La historia es también clave en las biografías de Victoria Kent (Debate, 2007), sobre la política republicana Victoria Kent y prologada por Carmen Alborchy en Ciudadano Azaña. Biografía del símbolo de la II República (Península, 2010), sobre Manuel Azaña
En 2021 ganó el premio Comillas de Historia, Biografía y Memorias con la obra «Berlanga. Vida y cine de un creador irreverente» (Tusquets)

## Publicaciones
- Imagen de Valencia (Aguilar, 1992)
- Españoles en los Balcanes. Misiones civiles y militares en la antigua Yugoslavia (Los Libros de la Catarata, 1998),[3]
- Ana Belén. Biografía de un mito. Retrato de una generación (Plaza y Janés, 2002)
- Victoria Kent. Una pasión republicana (2007)
- Ciudadano Azaña. Biografía del símbolo de la II República (Península, 2010), sobre Manuel Azaña
- Conversación con Jordi Sevilla. Editorial Turpial (2015)
- España solidaria. Historia de la cooperación española al desarrollo (1986-2016) (Alternativas económicas, 2018)[15]
- Berlanga. Vida y cine de un creador irreverente (Tusquets, 2021)